# Улица Вазгена Саргсяна
Улица Вазгена Саргсяна (арм. Վազգեն Սարգսյան փողոց) — улица в Ереване, в центральном районе Кентрон, от улицы Мовсеса Хоренаци до площади Республики. Среднюю часть улицы образует сквер имени Шаумяна.

## История
В 1884 году улица получила имя генерала-лейтенанта Российской армии — Арсена Гукасова. 
В советское время, часть улици примыкающая к тротуару с домами с нечетными номерами, называлась улицей Шаумяна в честь армянского революционера и политического деятеля Степана Шаумяна. После провозглашения независимости Армении она была переименована в улицу  Парламента (Хорурдарани) в честь Парламента Первой Республики Армения. Примыкающая к тротуару часть улицы с домами четных номеров была частью улицы Налбандяна. В 2000 году часть улицы была названа в честь армянского государственного и военного деятеля Вазгена Саргсяна. В том же году была выделена часть Парламентской улицы, которая получила название улица Бейрута.

## Достопримечательности
д. 4 — Театр музыкальной комедии имени Акопа Пароняна
д. 5 — Генеральная прокуратура Армении
д. 6 — Центральный банк Республики Армения
д. 7 — Государственный театр музыкальной комедии имени Акопа Пароняна
Памятник Степану Шаумяну
Мемориальная доска народному комиссару юстиции Армянской ССР (1933—1936) Петику Торосяну (на фасаде Генеральной прокуратуры, д. 5)

## Галерея

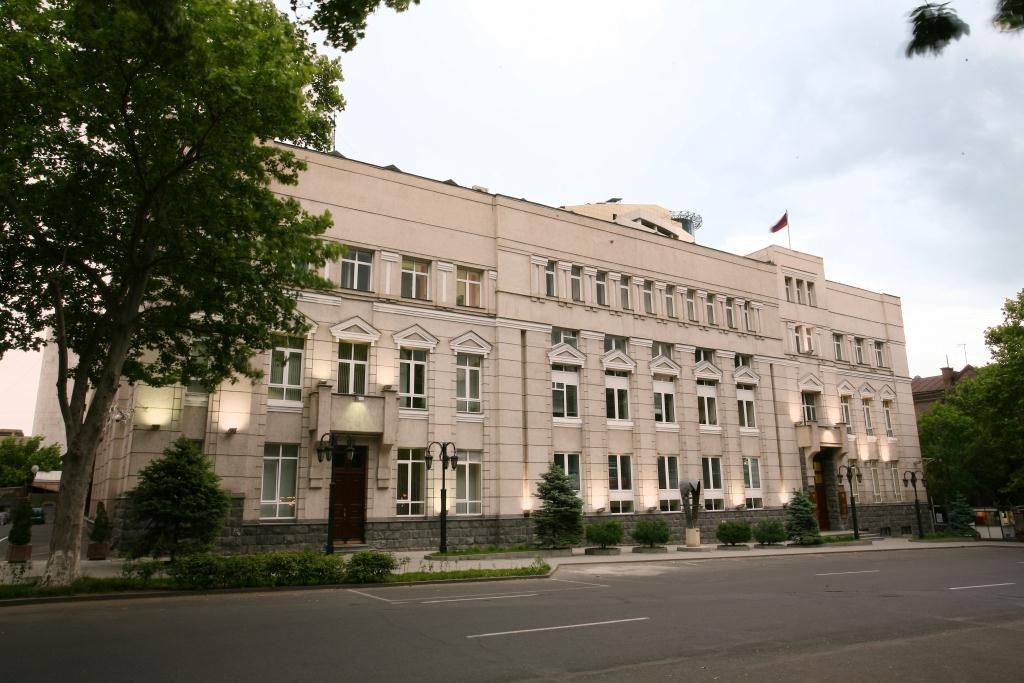
Здание Центрального банка Армении
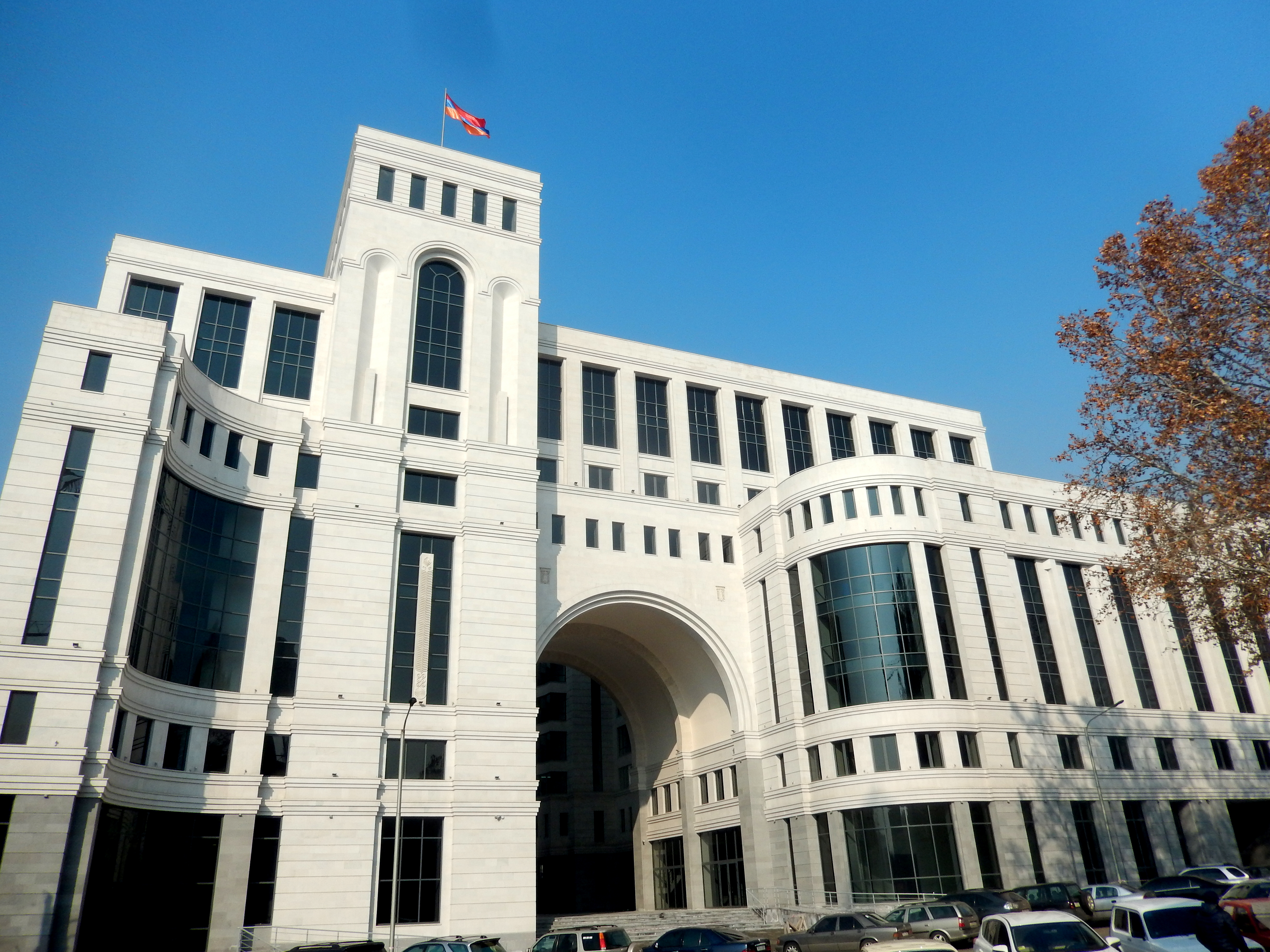
Здание министерства образования, науки, культуры и спорта
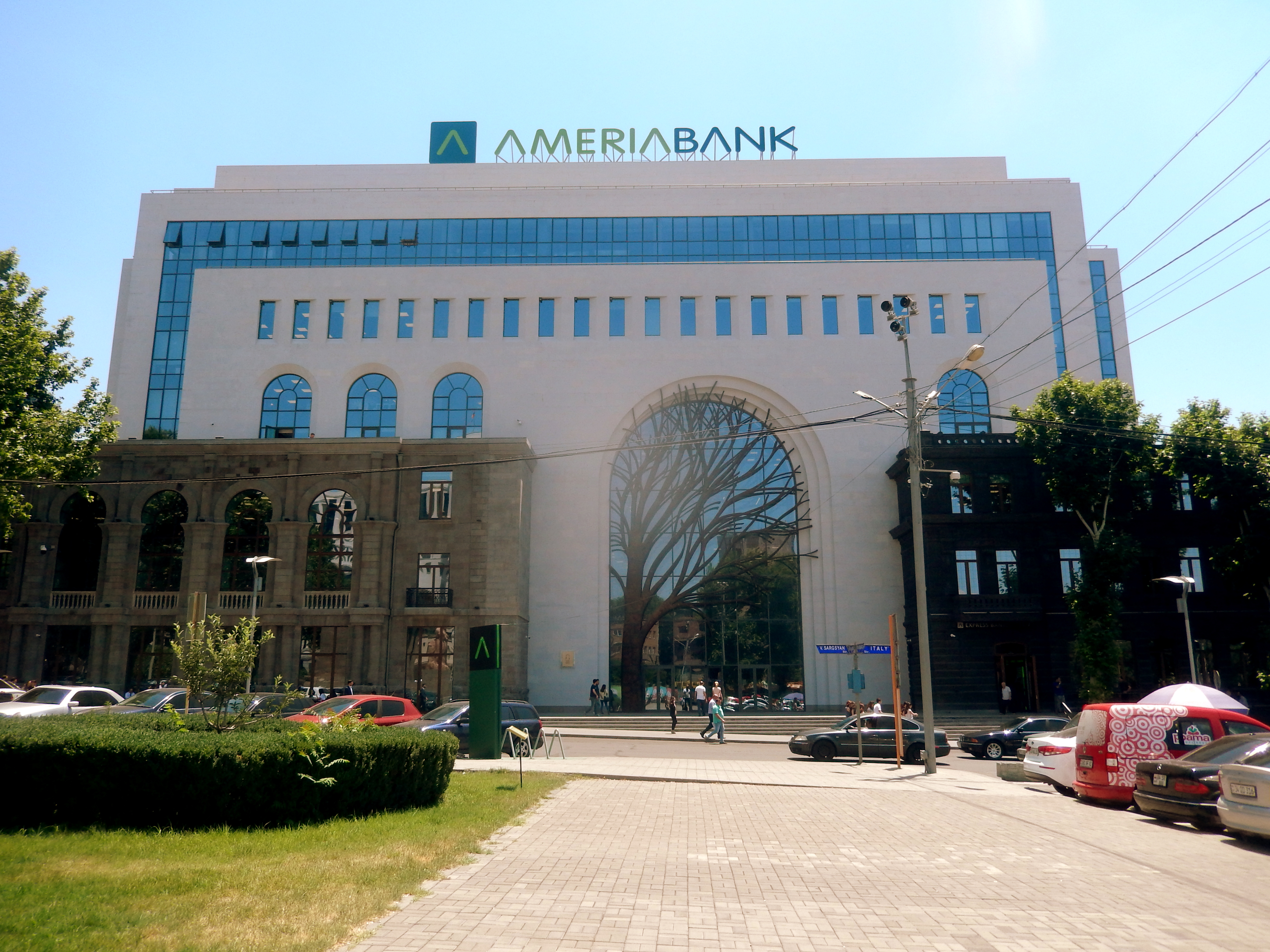
Бизнес Центр Камар
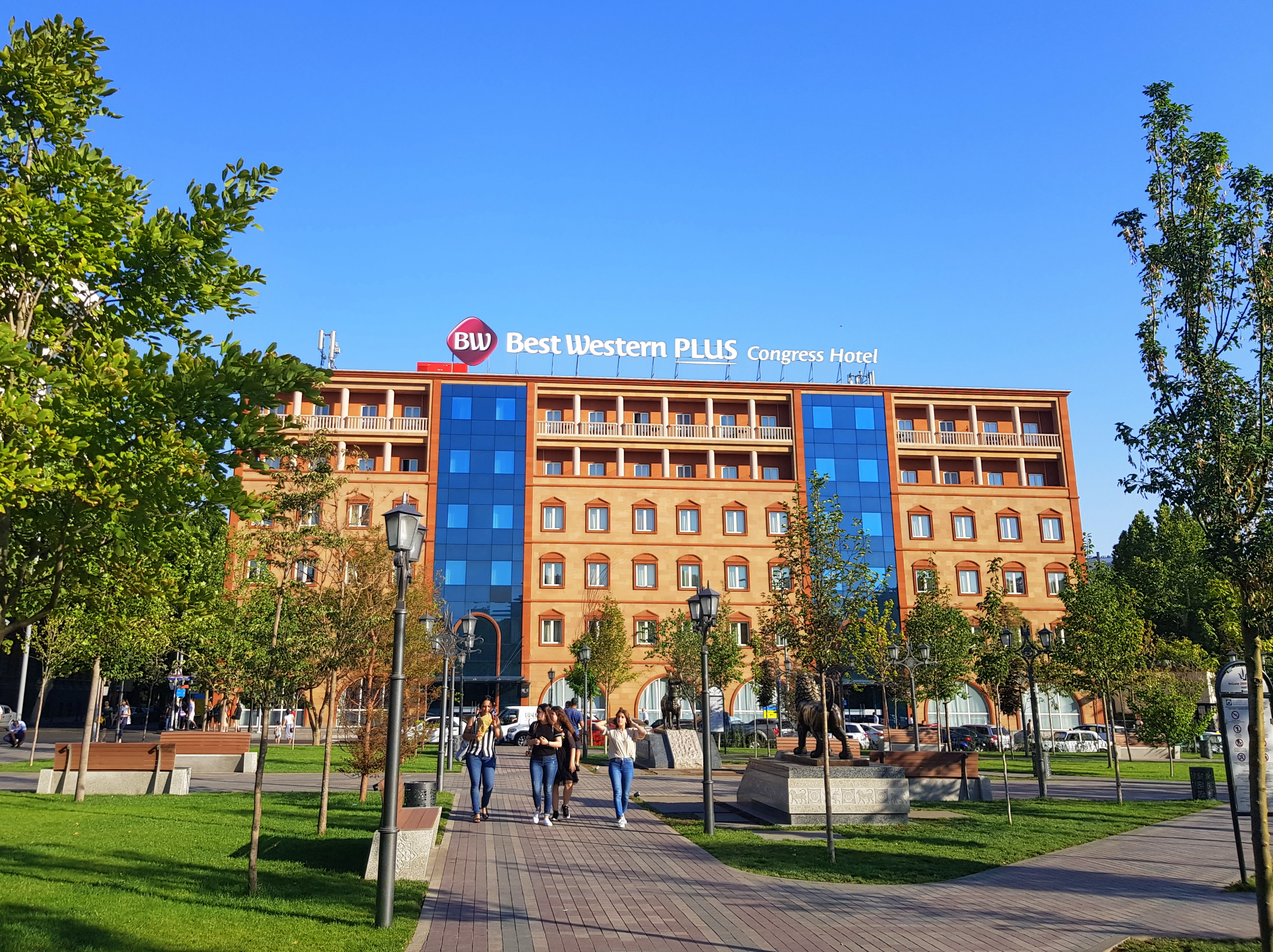
Отель Конгресс
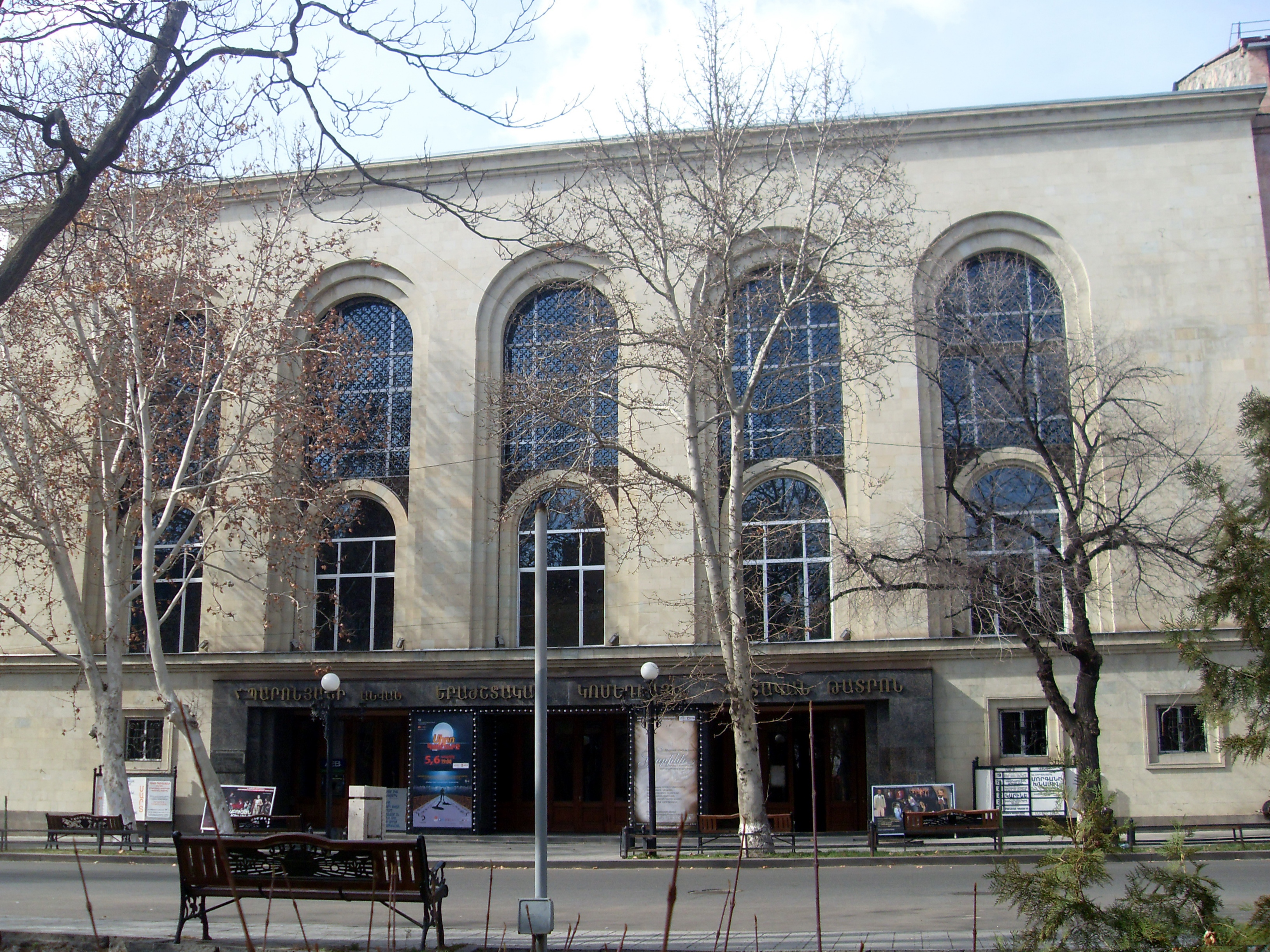
Театр музыкальной комедии имени Акопа Пароняна
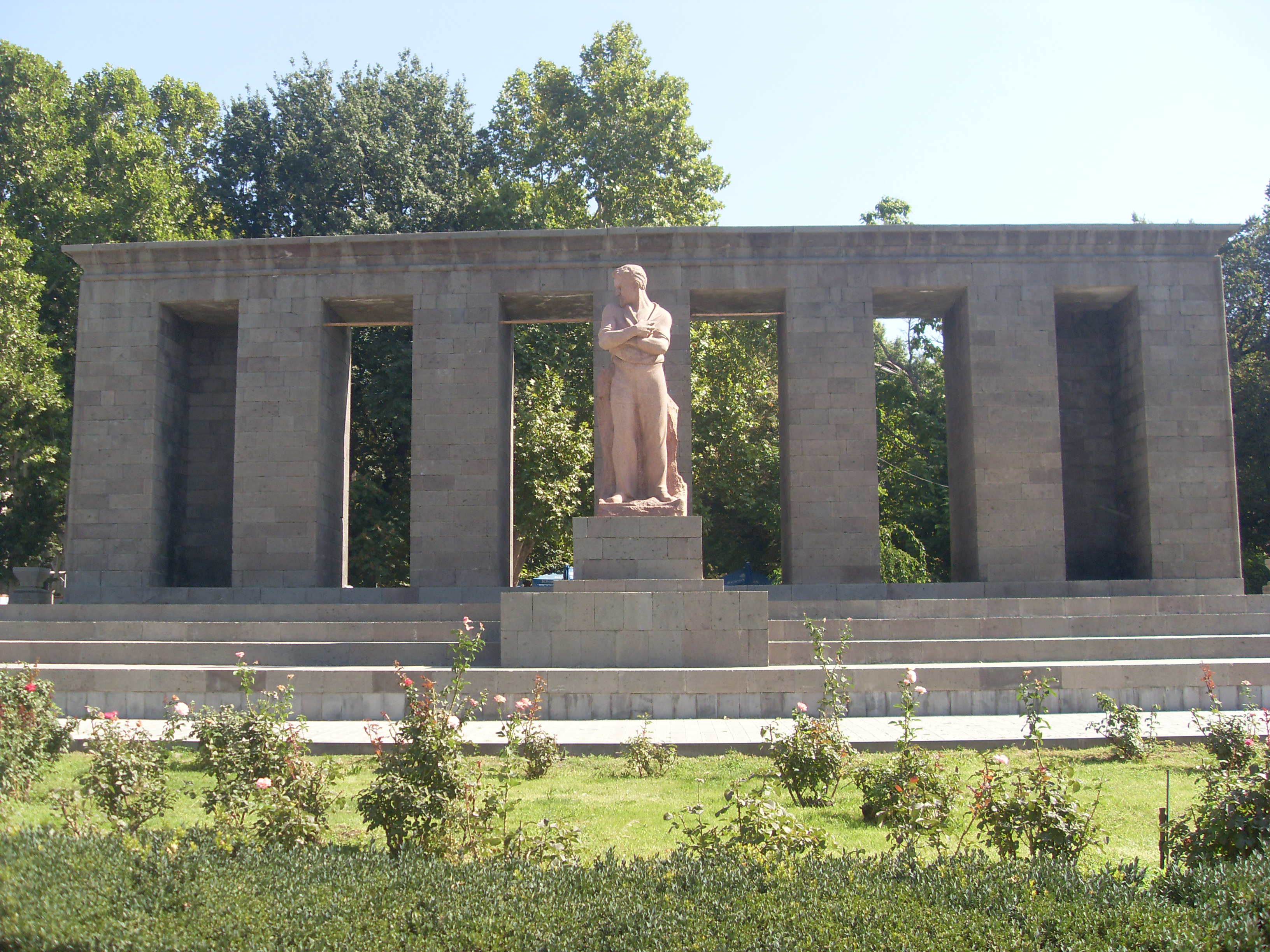
Памятник Степану Шаумяну
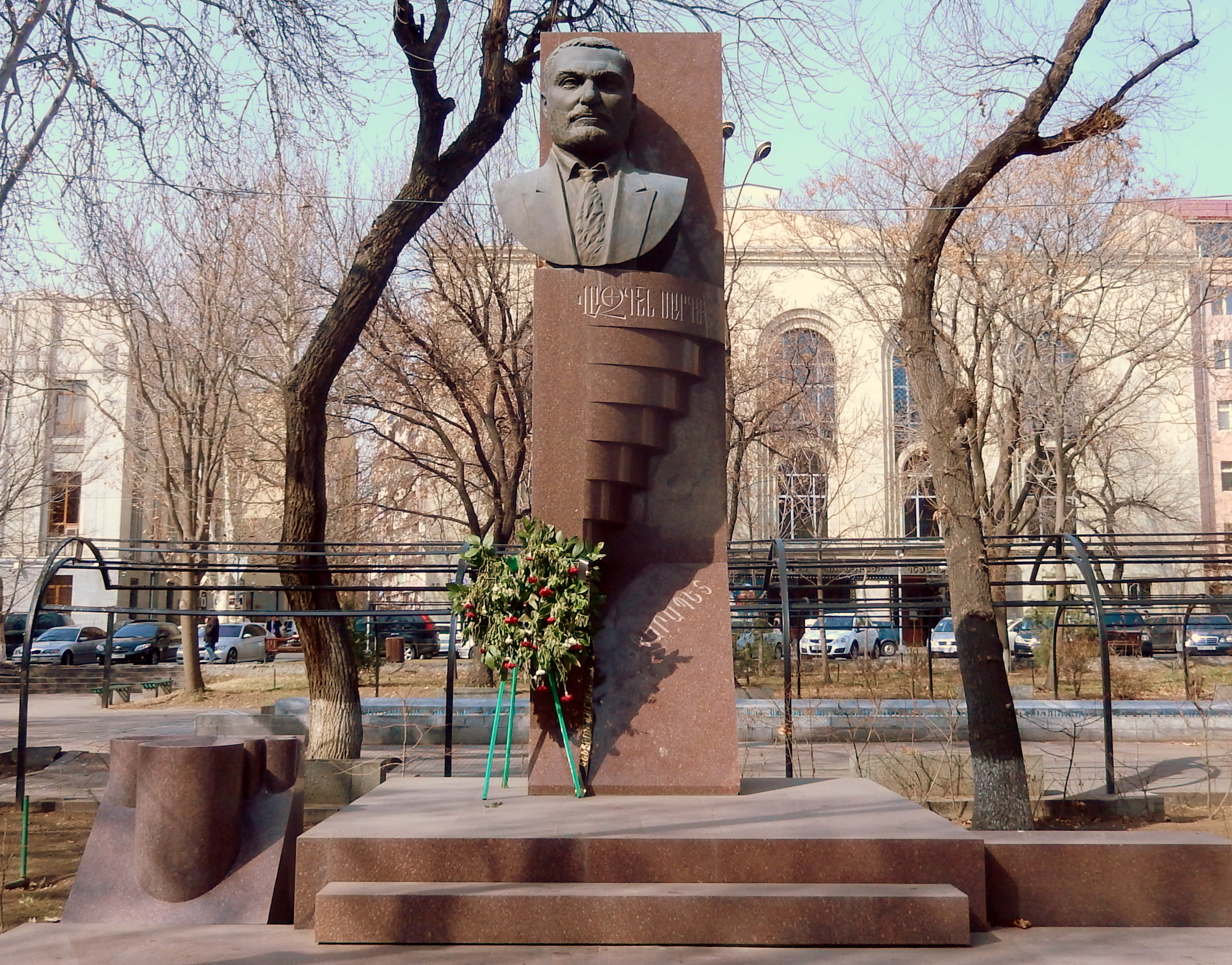
Бюст Вазгена Саргсяна
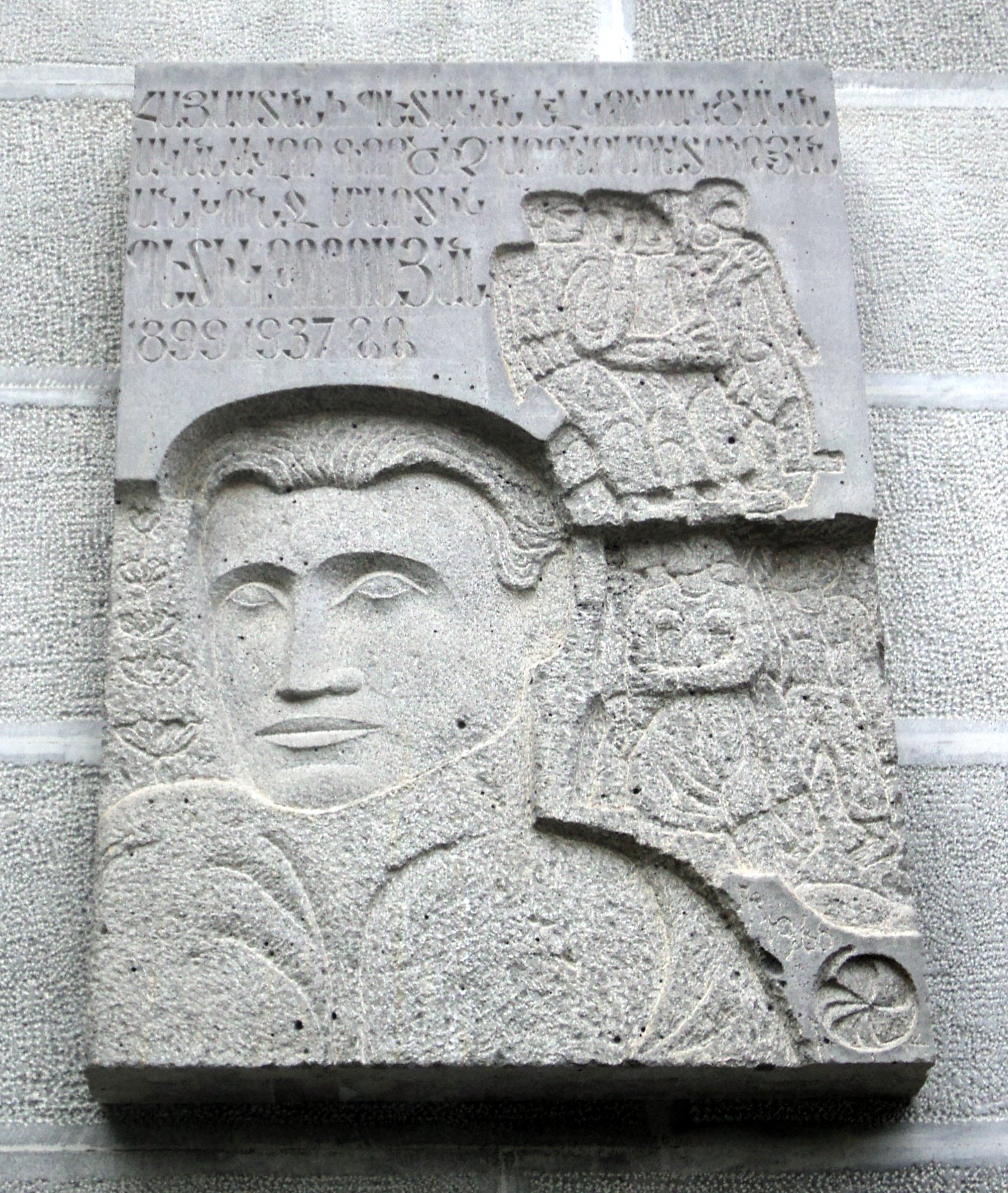
Мемориальная доска Петику Торосяну